# 男子高校生の日常
『男子高校生の日常』（だんしこうこうせいのにちじょう、Daily Lives of high school boys）は、山内泰延による日本のギャグ漫画作品、および同作を原作としたテレビアニメ、実写映画。

## 概要
スクウェア・エニックスマンガ大賞奨励賞・審査員特別賞受賞作を原型とする。『フレッシュガンガン』（『月刊少年ガンガン』増刊）2008年春号に読み切りとして掲載された後、同社のウェブコミック配信サイト『ガンガンONLINE』で2009年5月21日更新分から2012年9月27日更新分まで連載された。毎週木曜日更新。単行本はガンガンコミックスONLINEから発売されていて2013年7月現在、第1巻から第7巻まで累計230万部を突破している。テレビアニメは2012年1月から3月まで放送。
「○×県立真田北高校」（男子校）に通う男子高校生たちの、日常の中の笑いを描くギャグ漫画。「くだらないけれどコミカル」「バカなドタバタ」と評されるような種類の笑いを描いており、読者が自らの高校時代の日常を懐かしく振り返ったり共感したりできるような作風となっている。公式配信サイト上では、部活シーンや恋愛といった劇的な展開すら起こらない、リアルな日常をテーマにした作品であることがアピールされている。「サザエさん方式」を採用していることを公言しており、登場人物の年齢は固定されている。
本作のような「日常系」のジャンルでは、登場人物は女子高校生が中心、あるいは女子高校生のみであることが多いが、本作は男子を中心としている点が特徴となっている。作者の山内は本作について「はやっているのと同じような物を描こうとは思わなかった」と述べている。
男子高生だけではなく女性キャラクターも登場し、単行本の巻末には、描き下ろし漫画「女子高生は異常」が収録されている。ただし、登場する女子のほとんどが型破りで男子をも凌ぐ凶暴さを持っていたり、笑う表現が下品だったり、言動が支離滅裂だったりと多くの日常系漫画から描かれる女生徒達とは一線を画すキャラクター（いわゆる「萎えキャラ」）が多い。基本的に女の子の目は描かないという作者の方針により、主人公である北高メンバーの親族であっても目の周りの表情が描かれていないキャラクターが多い。

## 登場人物
物語の第1話はタダクニ、ヒデノリ、ヨシタケの3人組のエピソードから始まるが、劇中には複数のグループが登場し、物語はグループごとに焦点を当てた短編エピソードが連続していく形で進行する。別のグループと交流を持っている人物もおり、互いに繋がりのある作品世界を構成している。登場人物の多くは各々小学校時代から知り合いの幼馴染である。
「声」はテレビアニメ版の声優。

### ○×県立真田北高校
平成元年創立の男子校。制服はブレザー。学校指定のストライプのネクタイがあるようだが、ほとんどの生徒は緩めているか、そもそも着用していない。なお通学カバンは、青いサブバッグと、白に水色のラインが入った肩掛けカバンがある。地域に愛される真面目な校風で通っており、ゴミ拾いなどのボランティアなどが行事に組み込まれているが、中には「70時間断食」といった意図の不明な行事もある。

#### 2年A組
タダクニなど主要メンバーが在籍。
タダクニ
声 - 入野自由
黒髪。妹がいるが月に一度ほどしか会話していない。基本的にツッコミ役でノリも悪いが、ヒデノリ、ヨシタケと馬鹿なこともしたり、また彼らとの距離が空いてしまうと落ち込む一面も見せる。「部活に入ってない」という台詞があるが、ヒデノリと共に手芸部所属の面接に顔を出した。週2回ピザ屋でバイトしている。作り話がうまい。
主人公とされているが、作者から「動かしづらい」とされていて、出番は非常に少ない。
ヨシタケとは小学校以来の仲。苗字である「タダクニ」の漢字は明かされていない。ラバーシューター（後述）の正体の“1人”だったことが明らかになった。
ヒデノリ
声 - 杉田智和、少年時代 - 三瓶由布子
茶髪で眼鏡をかけている。基本的に頭の悪い発言が目立つ。実は目が良く視力は2.0だが、なぜ眼鏡をかけているかは不明。甘い物が苦手で、占いは信じない。ヨシタケと同じく乙女座。助走無しで5mの距離を飛び移ったりするなど、反射神経と身体能力の高さを劇中では見せているが本人曰く運動は得意ではないらしい。
ゲームセンターのクレーンゲームが好きだが決して得意というわけではなく、失敗してはお金を浪費している。本人は景品には興味が無く、クレーンゲーム自体や景品を手に入れたという達成感が好きなだけと語っているが、景品を手に入れられなくて残念そうにしたり、手に入れた景品を大切に抱えて持ち帰ったりする。
漫画好きで、たまに創作をしてはヨシタケに見せているが技術に乏しく評価は芳しくない。漫画のようなシチュエーションに憧れている。将来は海外に出て人の役に立つことがしたいと語っている。タダクニとともに手芸部の入部希望者の面接をしているシーンがあるが、手芸部所属かどうかなのかは定かでなく、活動しているようにも見えない。
小学生の頃はいじめられっ子で、「ラバーシューター」というヒーローに助けられたことがあり、長年尊敬していたが、ある出来事からその思いを捨てている。今尊敬している人物は野口英世。ヨシタケ、タダクニとは中学校からの付き合い。
第15話にて「田畑 ヒデノリ」と名乗っているが、ラジオ番組のパーソナリティの体でふざけて遊んでいる際の発言なので、本名かどうかは不明。
場の空気を読んだり、他人の気持ちや辛さを察することが得意だが、それだけに他人に気を遣いすぎる性格である。またその気遣いでのノリや方法や方向性も基本的にずれていて、ただ話を複雑にしてしまうだけになることがほとんどである。しかしながらその結果、初対面の人間と友情を育んだり異性から好意を寄せられることも多々ある。ただ妙なことを真面目な顔で言ったり、くだらないことに真剣に悩んだり、常識外れなことを突発的に行うなど、劇中では頭の悪い行動や発言を繰り返すボケキャラとして描かれている。
ヨシタケに対しては些細なことが癇に障ることも多いらしいが、その分仲が良く一緒に遊んだりするシーンが非常に多い。
ヨシタケ、モトハルらから「見かけるたびに別の女の子と一緒にいる」と認識されており、彼等からは彼女がいると思われているようだが、しかし本人から彼女は全くいないと発言しており、彼女がいないことを気にしている節もある。
主人公はタダクニではあるが、登場人物の中では最も出番が多く、1人で登場するエピソードもダントツの多さである。
3人組のリーダー格で、3人組が馬鹿なことをする時は基本的に彼が発端であり、主に彼が進行役、またボケ役をこなす。
ヨシタケ
声 - 鈴村健一
金髪。姉がいる。乳首に毛が生えているのが悩み（しかし嘘だったらしい）。炭酸が飲めない。ケータイを携帯していない。何かにつけてシュールと言う。オーバーリアクションが多い。ヒデノリ同様、乙女座。苗字は田中。タダクニ同様バイトをしているが何のバイトをしているかは不明。
行動はバカそのものだが、義侠心が強い上、ノリも良く、友情にも篤い。主にヒデノリに対し様々な手助け（誕生日プレゼントを贈る、ヒデノリが学校を休むとノートの写しを用意してあげるなど）をしている。しかしそれが嵩じて友の愚行に乗っかってしまうこともある。たまにノリが悪かったり、面倒くさがり屋だったりするなどの意外な一面もある。また劇中では嘘をつく描写が多い。
姉に対して非常に卑屈な態度で接しており、露骨な嫌味を言ったり、「自分以上のバカ」、「最低の人間」などと罵ったりしているが、それは下には下がいるという自分自身への自信のためであり、結局自分が1番最低だということに気付かされた。
交友関係が広く色々な友人と一緒にいることが多いが、その中でも特にヒデノリと一緒にいることが多く、彼とヒデノリが中心で物語が動くことが多い。
小学生の頃はしばしば脱糞するなど輪をかけてバカなエピソードが多かったが、一部ミツオ君のものと記憶が混濁している。
ヒデノリとは中学校からの付き合いだが、タダクニとは小学校以来の仲で、ラバーシューターの正体の1人。
ミツオ君
声 - 岡本信彦
弄られやすい男子高生。何故かクラスメイト達に「君」付けで呼ばれており、登場人物一覧でも「君」づけの名前で表記されている。何かにつけて弄られる役回りで、「愛すべきイジられキャラ」と評される。運悪く両親にエロ本が見つかっただけで4時間も悩むなどナイーブな性格で、よく漫画のような不幸にあう。しかし川に流される猫（後にぬいぐるみと発覚）を発見するや否や躊躇無く冬の川に飛び込むなど、優しい一面もある。また非常に馬鹿正直な性格で、相手に一杯食わせるようないたずらをすることが出来ない。
非常にドジで勘が鈍く、恥ずかしい笑い話に事欠かない。他の登場人物の経歴もそれなりなものだが、彼だけがいじられることが多い。
サッカー部所属だったがあるエピソードで自信喪失して転向し、ラグビー部のレギュラーとなる。しかし2年の歳月をかけて完成した「直立不動シュート」という離れ技を披露したり、非常に俊敏な動きが出来たりと、運動神経はかなりいい模様。
小学校4年生の時に初めて1人で完成させたプラモデルが宝物だったが缶蹴りで缶の代わりに使われた挙句、ヒデノリに破壊された。
四人目もしくは五人目のラバーシューターの正体。
クギヒコ
声 ‐ 森久保祥太郎
タダクニを家に招いたり、タダクニ達の旅行に同行したりするなど、タダクニ達と仲が良いクラスメイト。ヒデノリ、ヨシタケ、キヨタカとは友人。いつも笑顔を絶やさない。
茶髪
声 - 櫻井トオル
クラスメイト。茶髪。本名不明。ヨシタケやモトハル達と会話をすることが多い。
眼鏡
声 - 梶裕貴
クラスメイト。黒髪で眼鏡をしている。本名不明。ヨシタケやモトハル達と会話をすることが多い。実は留年していたことをカミングアウトした。

#### 生徒会
タダクニの妹から相談されたことに始まり、身近な相談事から学校の不祥事の始末、他校の依頼までこなす『何でも屋』と化している。これ以上生徒会の管轄外の依頼が来ないように唐沢の提案で有料化したが、高い依頼達成率から結局依頼が来て大繁盛してしまうなど、明らかに生徒会らしくなくなってきている。唐沢曰く「生徒会とは雑用をこなし、お代をいただく組織」。
モトハル
声 - 浪川大輔
オールバックの黒髪（肌が荒れると下ろす）で“ヤンキーのモトハル”と呼ばれている。ヤンキーと呼ばれてはいるものの、生徒会役員であり、不良めいた描写は特に見られず、逆に繊細または気が小さいというエピソードがあり、むしろ人に気を遣ってしまう性格である。人助けばかりする唐沢や副会長に苦言を呈すが、彼自身人がいいので結局一緒に助けてしまう。また相手のいたずらと思われる行為にあえて乗ってあげる。なぜか手からレモンの臭いがする。ヒデノリ達のクラスメイト。
姉とは毎日会話する程度には仲がいいが、幼い頃は姉にいじめられていた過去があり、成長した後も姉に逆らう度胸はない。それもあってか年上の女子（特に姉の友人達）に囲まれ、イジられるのが苦手。トビズオオムカデを大の苦手としており、確実な駆除のためにその生態に関する詳細な知識を身につけている。物覚えがいいと思われる描写が多い。額のにきびを隠すため途中からオールバックの髪をおろすようになった。
引ったくりに遭遇して財布を盗られた際に、近くにいたたかひろの自転車を借りて追跡しようとするも、その場のノリだけで借りようとしたらしく自転車に乗れなかったことが判明。しかしその場にいたヨシタケの協力もあり、その日の内に自転車に乗ることが出来るようになった。
アニメではラーメン屋台のチャルメラの音色を携帯電話の着信音にしている。
生徒会メンバーや姉だけでなく、ヒデノリやヨシタケ達ともよく遊び、彼らと関わることが多く、出番も多い。
唐沢 としゆき（からさわ としゆき）
声 - 小野友樹
生徒会役員の1人で、いつも帽子を被っており、額の傷痕を隠している。他にも普段は服に隠れて見えないが体に幾つもの傷があることから「怖い話に事欠かない男」と評される。体の傷の原因は「女子高生は異常」の登場人物らが関与しているらしく、彼女たちが暴走するたびに傷を見せて罪悪感をよみがえらせ、反省を促す。
冷静で臨機応変かつ頭が切れる。人助けを好むため、相談は引きも切らず、友人からも行楽の幹事を任せられるなど、周囲からの信頼は厚い。だがそれゆえに、生徒会の管轄以外の仕事も積極的に引き受けてしまうことから、モトハルに苦言を呈されている。また、たまによく分からないことをすることがある。帽子で表情が見えにくいことや強面からニヒルな印象を受けるが、感情表現が乏しいわけではない。腹話術や、猫の鳴き真似を鼻でする特技を持つ。交友関係が広い。
「女子高生は異常」にも羽原の隣人のとしゆきとして登場。アークデーモン時代の羽原にトラウマがあり、過去を思い出すと嘔吐する。羽原とは家が近いので表面的には親しく接しているものの、彼女の一挙手一投足に対し過度な警戒心を抱いており、発言の端々に恨みを覗かせている。彼女の仲間であるヤナギンや生島に対しても、自分から喧嘩を仕掛けることはないが、額の傷にまつわる因縁からか発言や行動に容赦がない。
最終話において羽原に階段から落ちそうになったところを助けられ、逆に怪我を負わせてしまったことで、彼女と立場が逆転してしまった。
2012年3月に行われた人気投票では1位を獲得している。
副会長
声 - 安元洋貴
真田北高校の生徒会副会長。顔は怖いが紳士的で、老けて見える(りんごちゃんは28歳だと思ってた。)が17歳。見た目どおり昔は結構荒れていたらしいが、生徒会へ入ったことにより改心した。このことから会長を「父親同然」と尊敬している。言葉づかいは非常に丁寧だが、時折荒れていた頃の口調が垣間見える。
生徒会役員としては非常に優秀で、他校から仕事の依頼が入るほどに評判がいい。
偶然、女子高生のパンツを見てしまったことに罪悪感を抱くくらいナイーブ。
会長
声 - 石田彰
真田北高校の生徒会長。常時ノリと勢いで突っ走るチャラ男。喧嘩は弱い。他の面々が有能なせいか、あまり仕事をしている様子はなく、自分でもいる意味がないのではと思っている。しかしたまにいいことを言うこともあり、かつて不良だった副会長を生徒会に誘って更生させるなど、一部の人間には慕われている。彼の提案で決議に漕ぎ着ける場合もある。
「りんごちゃん」の名付け親であり、仕事で関わる場面も多いのだが、余計なことをするせいでよく鉄拳制裁を受けている。
少ない出番ながら、2012年3月に行われた人気投票ではタダクニに次ぐ第4位を獲得している。

#### 教師
校長
声 - 石原凡
真田北高校の校長。ノリがいいが、就任3年目のため自校に詳しくない。
担任
声 - 三石琴乃
2年A組の担任のポニーテールの女性教師。担当教科は国語。シンプルなロングスカートを着用している。登校日を間違って教えたり、進路希望アンケートをまじめに書けといいつつボケを要求したりするなどノリはいい。

#### その他の学生
仮入部
本名不明。殴られた後は、何故か必ず化学室の木製の椅子で追撃を食らう。ヒデノリを先輩と呼んでいる。化学部所属だったが、地味な実験ばかりだったので退部する。しかし行く先々の部で変な先輩と悶着を起こし、最終的にヒデノリに諭されてケガを理由にあきらめていたサッカー部復帰を決意する。
化学部部長
下顎が突き出た男子高校生。化学部としての志が高く、至極全うに活動しているが、言動が破天荒。実験中の事故により部室を爆破したため化学部は廃部となった。映画研究部部長が追い求めていたくしゃみの持ち主。
「女子高生は異常」にも登場。かつてのアークデーモン討伐隊の1人で、旧知の間柄であるヤナギンをヒロと呼ぶ。討伐に意味があったかどうか疑問をもっているが、彼なりに羽原の更生を願っていた。下顎はわざと突き出しているらしい。アニメ版の12話で、映画研究部部長・コンピュータ部部員とともにりんごちゃんをナンパしている。
映画研究部部長
頭に手拭をかぶった男子高校生。映画製作者としてのプロ意識は高いが、無駄なこだわりが強い。主演を要求してきた化学部部長に部室を爆破され、映画研究部は廃部となった。化学部部長にばらまかれた酸化鉄とアルミニウム粉末の混合物を、一目見ただけで言い当てた。
コンピュータ部部員
サングラスをかけたスキンヘッドの男子高校生。態度は大きいが部長ではない。どういうわけか、初登場以後、上記2名と行動を共にするようになる。
ヒデノリとヨシタケの偽物
声 - 杉田智和、鈴村健一
2人のそっくりさん。制服が同じなので真田北校の生徒と思われる。顔面以外が瓜二つで後姿だけでは判別がつかないため、タダクニによく間違えられる。なお、猥談や「魚人間・兄」「佐野キャノン」など、タダクニにはわからない話をしている。

### ○×県立真田東女子高校

#### 生徒会
りんごちゃん
声 - 悠木碧
真田東女子高校の生徒会長。18歳。あだ名の由来であるりんごほっぺが特徴。本名は不明で、真田北高校生からは「りんごちゃんさん」などと呼ばれる。背が低いのを気にしている。ネコが好き。食い意地がはっていて下校時によく買い食いをしている。
異常に負けず嫌いだが、頭の回転が極めて鈍く、場の空気を読むのも下手なため、騙されやすく、北高生徒会からは「馬鹿な女の子」「アホりんご」扱いをされている。北高の生徒会メンバーとは文化祭を合同で行ったことで知り合うが、自分の高校生徒会とのギャップに劣等感を抱き、一方的に対抗心を燃やす。喧嘩が強く、感情的ですぐ手が出るため、彼女をあしらおうとする北高生徒会面々はよく鉄拳制裁の被害にあっている。しかし、煽られたり、頼られたりすることには弱い。
男子校に対しての劣等感から突然叫びだしたことで北高生徒会からの第一印象は「かなり危険な女」「相当ヤバい女」「ぶっちぎりでイカれた女」となってしまった。
作中では、たかひろとその友人が談義していた「かわいい女の子」の定義に当てはめられているもののモテている様子はない。ただ隙があるので買い食い中に男によく絡まれている。

### 中央高校
キヨタケ曰く、校則が厳しい。ネクタイは、濃い緑である。

#### 生徒会
中央高校生徒会長
声 - 伊藤静
黒髪のロングヘア。人使いが荒い。
誰かと同一人物である可能性が示唆されているが、不明。
中央高校生徒会副会長
声 - 小西克幸
黒人のような風貌で眼鏡をかけた長身の男子高校生。自分勝手な自校の生徒会長に対して不満を持っているが表立って逆らえない。ヤナギンのモノマネ「フォレスト」に仕草が酷似しているが、それが彼のことであるかは不明。

#### その他の学生
タダクニの妹
声 - 高垣彩陽
本名は不明。兄のタダクニとは仲が悪く、1ヵ月に1回しか会話しない。ヨシタケの姉から「めーちゃん」という愛称で呼ばれているが、兄のタダクニ含め、ヒデノリ達からは、「妹」呼びである。ラクロスをやっている。
よく兄を含む3人の会話を盗み聞きする一方、彼らのいたずらにも振り回されており、そのたびに制裁を加える。年上の男子高校生らを尽く打ち倒しねじ伏せたり、男2人を肩車して直立したり、男3人が力を合わせても微動だにしなかった物を1人で簡単に動かすなど、人並み以上の膂力を発揮する描写が多い。
兄の友人達を迷惑そうにしているが、決して彼らと仲が悪いというわけではなく、ヒデノリ、ヨシタケと一緒に馬鹿なことをしたり、唐沢、モトハル、ヒデノリらに何かしらの助けを求めたりするなど、むしろ兄より兄の友人達との方が絡みが多く、仲が良いと思われる描写が多い。また、強いて付き合うなら唐沢と答えたり、唐沢に深刻な相談をして弱音を吐いたりと、唐沢を頼りにしている様子。
よく下着を盗まれるのが悩み。
ヨシタケの姉
声 - 小清水亜美
本名は不明。ヨシタケ曰く、「自分以上のバカ」、「最低の人間」と呼ばれたり、作中での扱いは非常に悪い。彼氏がいないのを非常に気にしており、後にユウスケを強引に彼氏にしようとする。またモトハルの姉とも仲がいい。平気で嘘をつく上に乱暴なので、ヨシタケにはかなり嫌われている。しかしヨシタケやヒデノリのあげた好みの女性の特徴に合ってしまった。ただ多少はいいこともする。みんなから「田中」と呼ばれている。
奈古さん（なごさん）
声 - 皆川純子
タダクニがバイトしているピザ屋で、一緒に働いている女子高生。身長171センチメートルで太めの体形。眼鏡を外し目を精一杯見開いた顔を凸面鏡に映すと、美少女に見える。
常に眉間に皺が寄っているため少し気難しく見えるが、タダクニの相談に乗るなど優しい一面を持つ。
ヤスノリ
声 - 高梨謙吾
タダクニがバイトしているピザ屋で一緒に働いている男子高校生で、タダクニとは仲がいい。女子にはモテると言っている。
自意識過剰女
声 - 池澤春菜
本名不明。茶髪のショートカット。隣に座られると気があると思い込むほど自意識過剰。電車内で男子高校生から距離を取る悪趣味な遊びを好む。ヨシタケに仕掛けたところ逆にやり返され落ち込むことに。
恥ずかしがり屋な性格。文学少女（後述）の知り合い。作中でヒデノリ、ヨシタケ、タダクニと別々に関わっているが、毎度肝心な場面で立ち去られている。
キヨタカ
声 - 福山潤
ヒデノリ達の中学時代の同級生。眼鏡。空気が読めない。
キヨタカの妹
目が悪く、コンタクトレンズを落とすと、目つきが悪くなる。ヒデノリ、ヨシタケには、キヨタカの彼女だと思われていた。

### 真田西高校
男子は学ラン、女子はセーラー服。
文学少女
声 - 日笠陽子
本名不明。黒髪姫カットと八重歯が特徴的な少女。夕暮れの河原で読書をしていたヒデノリに、自作の小説に登場する風使いの少年のイメージを重ねるようになる。
普段は気さくで友達も多いが、ヒデノリに対しては幻想的な関わりを求めているためか、絡んでくるものの会話を試みることは少なく、毎回困惑される。「女子高生は異常」に登場する羽原や生島とも知り合い。親しい者からは「やっさん」という愛称で呼ばれており、本名は不明だが、生島の口から「安永ちゃん」という名前が(そっくりな顔真似と一緒に)出たことがあり、それが一番可能性が高い。
パニックに陥ると挙動不審に拍車がかかり、天才的なドジっ子となる。空想（自作小説の世界）に浸っている時にそれを乱すような言動をされると憤慨し、時に鉄拳が飛ぶ。
ヒデノリを風使いとして気に入っており、またヒデノリに好意を抱いていると思われる描写も多数存在するが、数々の不審な挙動が原因で当のヒデノリからは危険人物扱いされ、会うことも避けられている。だが、ヤナギンがきっかけで最終的に彼の態度が少し軟化する。
彼女の登場エピソードは反響が大きく好評であったため、後に公式サイト上でFlashアニメ化されたほか、単行本第1巻の表紙やキャッチコピーも同エピソードに因んだものとなっている。アニメ化の際もWeb先行配信の最初のエピソード、およびTV放送版第1話のラストエピソードとして同エピソードが取り上げられ、専用のEDテーマも作られた。
モトハルの姉
声 - 早水リサ
友人からは「ミノ」と呼ばれているが名前は不明。「あんた、今日何食べたい？」が口癖。幼い頃はよく弟をいじめており、成長した今もことあるごとに弟をいじっている。モトハルからは姉というより「性別不明のわけのわからない同居人」と認識されている。
テンションが高く、基本的に人を小馬鹿にすることが多い。
料理以外姉らしいことをしていないが、ヨシタケ・ヒデノリと兄姉交換をした際、ヨシタケに対して姉らしく振る舞っている。
救世主
声 - 福山潤
作者曰く「ついに登場した主人公」。しかし1回しか登場していない。
りんごちゃんに備品の貸し出しを頼み込んでいた北校生徒会役員3人を、女子高生に絡んでいる不良グループと勘違いし、仲裁に入った。知り合いだと知られたら恥ずかしい思いをすると、彼を慮った生徒会3人が大仰に演技をするも、察しの悪いりんごちゃんのせいで結局バレて恥ずかしい思いをした。りんごちゃん、生徒会長ともども空気の読めないキャラとされている。
たかひろの友達
声 - 諏訪部順一
「女子高生は異常」の登場人物である松本たかひろの友人。作者曰く、本名は稲葉。たかひろ、文学少女とはクラスメイト。たかひろと共に「女子のかわいさ」と「男子のカッコよさ」について、日々討論している。

### その他の人物
ユウスケ
声 - 櫻井孝宏
ヒデノリの兄で、大学生。眼鏡をかけている。変態の知り合いが多い。タダクニ達と仲が良く、タダクニの妹のパンツを盗んだり、一緒に訳のわからない室内劇をやったり、基本的に彼等とそうレベルは変わらない。
ヒデノリの父
声 - 小山力也
ヒデノリの父親。 野球のボールをゴルフクラブで打ち返したり、息子であるユウスケ、ヒデノリを「ユウスケさん」「メガネ」と呼んだり、ヒデノリの将来やりたいことを聞いて嘲笑ったりと、つかみどころのない人物。
ヒデノリの母
ヒデノリの母親。絵美の伯母（或いは叔母）にあたる。本編未登場。理由は不明だが実家からは勘当されており、親戚一同の集まりにも参加していない。そのため、ヒデノリと絵美は祖母に教えられるまでいとこ同士であることを知らなかった。
ラバーシューター
声 - 朴璐美
幼少時のヒデノリをいじめから救った少年。指鉄砲から輪ゴムを飛ばす攻撃で恐れられている。ヒーローのお面とマフラーを纏っており、正体は窺い知れない。いつもパッヘルベルのカノンを口ずさんでいる。
劇中には、ヒデノリがラバーシューターの正体がヨシタケであったと悟ってショックを受ける場面があるが、「女子高生は異常」には同じ格好をした人物が修一と呼ばれている描写があり（後述）、真相は不明。アニメ版では9話と最終話で正体が示唆されるも、やはり明示されなかった。
最終話において、ラバーシューターとは元々は小学校の頃から仲が良かったヨシタケとタダクニが始めた「仮面を被って悪い奴をぶちのめしてまわる」遊びであったことが明らかになった。複数人（ヨシタケによれば5人以上）で交代で行っており、ヨシタケ達も助けた子供のことは正確には覚えていないため、ヒデノリを助けたのが誰だったのかは不明。そもそもヒデノリを助けたラバーシューターは初日と二度目ではヒデノリに渡したホイッスルに関する発言が違っており、助けたのが同じ人間ではない可能性もある。3人目は自転車屋の息子で、シルバーデビルの少女によって再起不能にされており、4人目もしくは5人目はミツオ君であった。
絵美（えみ）
声 - 水橋かおり
ヒデノリのいとこ。前髪を切り揃えたセミロングで肌が浅黒い少女。
初対面の時はヒデノリを清彦と勘違いして、川に蹴り落とした。その後一緒に遊んでいく内にヒデノリに好意を抱いたが、告白直前でヒデノリにいとこ同士であることを伝えられ、ショックを受けたまま夏を終える。
ヒデノリに、ヨシタケ、モトハルに対して自分の彼女だという嘘をつかれた。
清彦（きよひこ）
声 - 井口祐一
絵美の幼馴染。絵美にはよく川に蹴り落とされるなど、いじられている。その辛さを解ってくれたヒデノリと友情を育む。

### 女子高生は異常
『男子高校生の日常』の単行本巻末に掲載されている描き下ろし漫画。タイトル通り、女子高生が主役の話。「男子高校生の日常」と世界観は共通しており、唐沢が脇役で登場したり、主要登場人物たちが「男子高校生の日常」本編にも出演したりしている。
ヤナギン
声 - 小林ゆう
眼鏡を掛けた女子高生。中央高校に通っている。本名は柳。化学部部長には「ヒロ」と呼ばれている。負けず嫌いな上に、やたらと暴力的。意味もなく男子高校生を見下しているが、当人もさして変わらない。羽原と生島の3人の中では仕切り役になることも多いが、仲がいいから一緒にいるわけではない模様（後述）。カエルが苦手。
男友達が多いが、デリカシーのない下ネタをよく使うため、一部から評判がよくない。生島の胸囲の発育を妬んでいる。
本編ではヒデノリと河原で接点がある。
少女時代は身体が大きく、空手を習っていた。空手は中学でやめており、高校生になった現在は勉強が得意（名護に敗れたものの試験結果では学年2位）。なお、名護との勝負（勉強・空手・ラーメンの早食い・サウナに長く留まるための忍耐力）では名護の圧勝であった。唐沢の額の傷にまつわる出来事に関わっており、その件に関する話題になると、唐沢に対して弱腰になる。しかし、当時友人だった羽原によって額と心に消えない傷を負わされた唐沢のために、10人のアークデーモン討伐隊の1人として羽原と戦った過去があり、戦いの後は家が近いという理由から羽原の監視を命じられ今に至る。化学部部長等、討伐隊のメンバーとの交流は続いており、討伐隊の仲間達で撮った当時の集合写真を今でも大事に持っている。
羽原（はばら）
声 - ゆかな
おかっぱの女子高生。兄がいる。真田西高校に通っていて、文学少女とも知り合い。ヤナギンや生島とよくつるんでいるが、うわべだけの付き合いの模様。
登場人物の中でも比較的常識人で、異常な女子達へのツッコミ役を務めることが多い。「フラットチェスト」と揶揄されるほど発育が悪いものの、人間離れした身体能力を持っており、周囲から恐れられている。
子供のころは「アークデーモン」と恐れられる悪逆無道のいじめっ子であり、唐沢の心と額に消えない傷を残している。これにたまりかねた子供たちにより討伐隊が組織され、10対1という壮絶な戦いの末に相討ちで決着した。それ以降は徐々に凶暴性が失われていき、アークデーモン時代のことが話題になると恥辱と罪悪感で泣き出してしまうようになった。だが、闘いにルールを用いることが理解できないといった残虐性を覗かせたり、怒ったとき無表情で凄んだりするなど、根本はあまり変わっていない。
アークデーモン時代の名残で近隣の男子達からは畏怖の対象として扱われており、そのため彼氏はできず、また唐沢からはその一挙一動を全身全霊で警戒されている。
最終話にて階段から転落しそうになった唐沢を助けようとして逆に自分が怪我を負ったことで、唐沢との立場はある意味対等となるに至った。
2012年3月に行われた人気投票では唐沢に次ぐ第2位を獲得している。
生島（いくしま）
声 - 斎藤千和
ツインテールの女子高生。通っているのは真田東女子高校で、文学少女とも知り合い。レスリングをやっている。ヤナギン同様男子高校生を下に見ており、ヨシタケと文化祭の受付をした際に見栄を張って男に関して知ったかぶりをするなどして、逆に痛い思いをしている。
ヤナギンによって木の棒と性交させられた経験を持つ。3人の中でも特に底意地の悪さを見せる描写が多い。
通っているのが女子高のため、男子と絡む機会が少なくそれを不満に思っている描写がある。ヤナギンと羽原とはなんだかんだでつるんでいるが、ヤナギンの下品さと嫉妬に辟易しており、時に険悪になることも。唐沢の額の傷にまつわる出来事に関わっている。
名古（なご）
声 - 皆川純子
眼鏡を掛けたクールな女子高生。頭に三角巾をつけている。中央高校生。あらゆる分野でヤナギンを凌駕しており、ヤナギンから目の敵にされているが、当のヤナギンとは知り合いですらないが、なぜか勝負を受けてあげている。奈古さんと共通点が多いが、彼女との関係は不明。単行本7巻の描き下ろしにて、タダクニと行動を共にしているシーンが描かれている。
ヤナギンの先輩
声 - 伊藤静
ヤナギンの先輩。黒髪のロングストレート。中央高校生。非常に物腰が荒い。3人に頼まれ女子高生力をつけさせようとするが、その指導はどこか間違っている。羽原の先輩とは犬猿の仲で顔を合わせるたびにケンカをする。唐沢の右腕の傷に関わっていたらしいが助けてもらったときにできたもので、直接傷つけてはいないと主張している。
羽原の先輩
羽原の先輩。糸目だが怒ると大きく見開く。真田西高校生。普段はブリっ子で物腰は穏やかだが、本質はヤナギンの先輩とそう変わらない。ヤナギンの先輩や生島の先輩とは小学校の同級生だった。生島の先輩の給食費が紛失した事件で、ヤナギンの先輩とともに嫌疑をかけられたが、双方とも容疑を否認。互いに罪をなすりつけあい、やがていがみ合うまでになっていく。唐沢の左鎖骨部の傷に関与したらしいが助けてもらったときにできたもので、直接傷つけてはいないと主張している。
生島の先輩
生島の先輩。真田東女子高校生。ヤナギンの先輩と羽原の先輩が犬猿の仲になった元凶。無くなったはずの給食費は、家に忘れてきただけであり、言い出すタイミングがつかめずにいた。意を決して事実を打ち明けて2人を和解させるが、給食費は既に個人的に使ってしまっていたため、結局顰蹙を買う。
羽原の兄
声 - 関幸司
羽原の兄。人間ができている。制服を拝借されたり、妹の友人らの醜態を目撃したりするなど、タダクニの妹のような役回り。制服から、真田北高校生だと思われる。
松本 たかひろ（まつもと たかひろ）
声 - 森久保祥太郎
羽原の向かいの家に住む男子高校生。真田西高校生で、文学少女のクラスメイト。アークデーモンの被害者の1人であり、本編にも登場している。目の下にうっすら隈のようなものがあり、一見すると目つきが悪いが気さくな性格。友人とよく「かわいい女の子の定義」や「女子の言動」などについて議論をしている。
修一（しゅういち）
声 - 朴璐美
アークデーモン討伐隊の1人。ヒデノリの記憶にあるラバーシューターと同じ格好をしている。アニメ版では技も同じであった。ヨシタケによって、ラバーシューターが複数の小学生達による遊びだったことが明かされているため、彼もまたラバシューターの1人だった可能性が考えられる。
アークデーモン討伐隊
不世出のいじめっこ、アークデーモン羽原の暴虐に耐えかねた子供たちによって、7つの小学校から選ばれた最強と思われる10人の小学生達。10対1の壮絶な決闘の末、相打ちでアークデーモンを打倒した。数年の歳月が流れた後も、彼らの交流は続いているらしい。メンバーはヤナギン、化学部部長、修一が明らかにされている。
シルバーデビルの少女
「シルバーデビル」の異名を持つ女子高生。メガネをかけた根暗な雰囲気の少女。単行本5巻のカバー裏に異名と立ち姿のみ描かれた。制服から真田東女子高校生だと思われる。シルバーデビルがどのような経緯でついた異名なのかは不明。本編には未登場だが、タダクニ達の発言から過去に3人目のラバーシューターを再起不能にしていることが明らかとなった。アニメ版の最終話において、嘘劇場版予告「女子高生は異常 アークデーモンVSシルバーデビル」に登場し、アークデーモン羽原の宿敵としてロンドンに現れた。
ギガンテスの少女
「ギガンテス」の異名を持つ女子高生。シルバーデビルの少女同様、単行本5巻のカバー裏に異名と姿のみ描かれた。そばかすとお下げが特徴で、駅のホームでアニメ雑誌のようなものを読みふけっている。ギガンテスにどんな由来があるのかは不明。こちらはアニメ未登場。

### お嬢様の日常
『男子高校生の日常』の単行本1巻巻末に掲載された漫画。
由香奈お嬢様（ゆかなおじょうさま）
声 - 米澤円
「お嬢様の日常」に登場。登校を面倒がっている。前歯が1本差し歯になっている。
永瀬（ながせ）、浅野（あさの）、豊川（とよかわ）
声 - 鈴村健一（永瀬）、杉田智和（浅野）、入野自由（豊川）
「お嬢様の日常」に登場。由香奈お嬢様の執事。デリカシーがない。

## 書誌情報
単行本
- 山内泰延 『男子高校生の日常』 スクウェア・エニックス〈ガンガンコミックスONLINE〉、全7巻
  1. 2010年2月22日初版発行（同日発売[12]）、ISBN 978-4-7575-2806-2
  2. 2010年6月22日初版発行（同日発売[14]）、ISBN 978-4-7575-2905-2
  3. 2010年10月22日初版発行（同日発売[15]）、ISBN 978-4-7575-3031-7
  4. 2011年4月22日初版発行（同日発売[16]）、ISBN 978-4-7575-3199-4
  5. 2011年12月22日初版発行（同日発売[17]）、ISBN 978-4-7575-3444-5
  6. 2012年5月22日初版発行（同日発売[18]）、ISBN 978-4-7575-3593-0
  7. 2012年12月22日初版発行（同日発売[19]）、ISBN 978-4-7575-3815-3

関連書籍
- 『男子高校生の日常のすべて』 主婦と生活社〈生活シリーズ〉、2012年5月12日1刷発行（2012年4月27日発売[20]）、ISBN 978-4-391-63274-3

## テレビアニメ
2012年1月より3月まで、テレビ東京ほかにて放送された。本放送に先立っての2011年11月からは、プロモーションの一環としてエピソードの一部がインターネット上で先行配信された。
『ガンガンONLINE』で連載された作品の中では最初のアニメ化作品となった。「スクウェアエニックス×サンライズ コラボ作品」であることが銘打たれており、本放送版第1話の冒頭では両企業の代表作である『ドラゴンクエストII 悪霊の神々』と『機動戦士ガンダム』のパロディが盛り込まれ、登場人物から「そういうアニメではない」と突っ込まれるやり取りが描かれている。
OPの背景のいくつかはサンライズのある西武新宿線上井草駅周辺の風景である。
OP中の銭湯は2013年で潰れてしまい、存在しない。

### スタッフ（アニメ）
- 原作 - 山内泰延（掲載「ガンガンONLINE」スクウェア・エニックス刊）[6]
- 監督・音響監督・脚本 - 高松信司
- 副監督 - 吉村愛[6]
- キャラクターデザイン・総作画監督 - 湯本佳典[6]
- 美術監督 - 田尻健一[6]
- 色彩設定 - 柴田亜紀子[6]
- 撮影監督 - 大矢創太[6]
- 編集 - 小野寺絵美[6]
- 音響プロデューサー - 小林克良
- 音楽 - Audio Highs[6]
- 音楽プロデューサー - 佐藤明彦、佐保歌名世
- 音楽制作 - ハピネット、サンライズ音楽出版
- 音響制作 - トリニティサウンド
- プロデューサー - 田中翔、大城博章、林洋平、佐藤裕士、若鍋竜太
- アニメーション制作 - サンライズ[6]
- 製作 - 「男子高校生の日常」製作委員会[6]

### 主題歌（アニメ）
Web先行配信版と本放送版では異なる主題歌が用いられている。

#### Web先行配信版
オープニングテーマ「男子高校生の日常のテーマ」
作詞 - 真田北高文芸部 / 作曲・編曲 - Audio Highs / 歌 - 竹内浩明
本放送版でも各話アバンタイトルのタイトルコールに、曲の一部が使用されている。
エンディングテーマ
「文学少女」（第1話）
作詞 - 山内泰延 / 作曲・編曲 - Audio Highs / 歌 - ENA
原作第4話（Web配信アニメ第1話）における登場人物たちのセリフがそのまま歌詞になっており、原作者が作詞者としてクレジットされている。
「悲しき男子高校生」（第2話 - 第8話）
作詞 - 真田北高文芸部 / 作曲・編曲 - Audio Highs / 歌 - 竹内浩明
歌詞の一部が「女子高生は異常」第1話におけるヤナギンのセリフから来ている。

#### 本放送版
深夜アニメとしては珍しく、主題歌映像にて歌詞字幕が表示される（OP・EDとも。但し、英語や漢字の歌詞に、ひらがなのルビは振られていない）。
オープニングテーマ「Shiny tale」（第1話 - 第11話、第12話ED）
作詞 - YUKI / 作曲 - seek / 編曲・歌 - Mix Speaker's,Inc.
2012年2月22日発売。

エンディングテーマ
「文学少女」（第1話）
作詞 - 真田北高文芸部 / 作曲・編曲 - Audio Highs / 歌 - ENA
Web先行配信版第1話にも用いられた楽曲だが、Web配信版と異なり、曲の最後にタダクニと文学少女のやり取りが入る。作詞者のクレジットも異なる。
「おひさま」（第2話 - 第11話、第12話OP）
作詞・作曲 - 雨ノ地晴太郎 / 歌 - 雨先案内人
ファーストアルバム『おいしい音楽』に収録。シングルとしては「おひさま/イエーイ!!」として2012年2月22日発売。

挿入歌「Capsule」（第3話「男子高校生と夏の思い出」）
作詞 - MIKI / 作曲 - seek / 編曲・歌 - Mix Speaker's,Inc.
2012年2月22日発売の『「Shiny tale」Type-C（アニメ盤）』に収録。
エンディングテーマは当初、人格ラヂオの楽曲「引き算」の起用が発表されていたが、同バンドのメンバーが2011年12月3日付で自身のブログ上に掲載した不適切な発言を受けて、同年12月13日にタイアップ辞退を発表した。辞退の発表に先駆けての2011年12月4日には公式サイトから記述が削除され、公式Twitter上でも「EDは未定」であると発表された。その後、同年12月15日に公式サイトで雨先案内人の『おひさま』を使用することが発表され、同日雨先案内人の公式サイトにも発表された。本放送の第1話はWeb配信版と同じくENAが歌う「文学少女」が使用され、エンドタイトルには自虐ネタとして笑いを取るような形で、本来のエンディングが間に合わなかった旨のテロップが流れた。

### 各話リスト
Web先行配信版と本放送版ではエピソードの順序が異なっている。
Web先行配信版
| 話数 | サブタイトル           | 絵コンテ | 演出   | 作画監督   | 初回配信日     | 原作   |
| ---- | ---------------------- | -------- | ------ | ---------- | -------------- | ------ |
| 1    | 男子高校生と文学少女   | 吉村愛   | 吉村愛 | 湯本佳典   | 2011年11月3日  | 第4話  |
| 2    | 男子高校生とスカート   | 吉村愛   | 吉村愛 | 湯本佳典   | 2011年11月10日 | 第1話  |
| 3    | 男子高校生と放課後     | 吉村愛   | 吉村愛 | 湯本佳典   | 2011年11月17日 | 第2話  |
| 4    | 男子高校生と旅立ちの朝 | 吉村愛   | 吉村愛 | 小磯沙矢香 | 2011年11月24日 | 第6話  |
| 5    | 男子高校生と凸面鏡少女 | 吉村愛   | 吉村愛 | 小磯沙矢香 | 2011年12月1日  | 第7話  |
| 6    | 男子高校生と友情パワー | 吉村愛   | 吉村愛 | 小磯沙矢香 | 2011年12月8日  | 第8話  |
| 7    | 男子高校生とラジオDJ   | 高橋順   | 高田淳 | 天崎まなむ | 2011年12月15日 | 第15話 |
| 8    | 男子高校生と通学電車   | 高橋順   | 高田淳 | 天崎まなむ | 2011年12月22日 | 第18話 |

本放送版
予告では『「男子高校生と○○」ほか』（各回の最初のサブタイトル、第12話のみ最後のサブタイトル）と表記。
| 話数 | サブタイトル                                                  | 絵コンテ        | 演出     | 総作画監督 | 作画監督                              | 放送日        | 原作      |
| ---- | ------------------------------------------------------------- | --------------- | -------- | ---------- | ------------------------------------- | ------------- | --------- |
| 1    | 男子高校生と放課後                                            | 吉村愛          | 吉村愛   | -          | 湯本佳典                              | 2012年1月9日  | 第2話     |
| 1    | 男子高校生とスカート                                          | 吉村愛          | 吉村愛   | -          | 湯本佳典                              | 2012年1月9日  | 第1話     |
| 1    | 男子高校生と怪談                                              | 吉村愛          | 吉村愛   | -          | 湯本佳典                              | 2012年1月9日  | 第3話     |
| 1    | 男子高校生と同伴少女                                          | 吉村愛          | 吉村愛   | -          | 湯本佳典                              | 2012年1月9日  | 第5話     |
| 1    | 男子高校生と文学少女                                          | 吉村愛          | 吉村愛   | -          | 湯本佳典                              | 2012年1月9日  | 第4話     |
| 2    | 男子高校生と旅立ちの朝                                        | 吉村愛          | 吉村愛   | -          | 小磯沙矢香                            | 2012年1月16日 | 第6話     |
| 2    | 男子高校生と凸面鏡少女                                        | 吉村愛          | 吉村愛   | -          | 小磯沙矢香                            | 2012年1月16日 | 第7話     |
| 2    | 男子高校生と友情パワー                                        | 吉村愛          | 吉村愛   | -          | 小磯沙矢香                            | 2012年1月16日 | 第8話     |
| 2    | 男子高校生と文学少女2                                         | 吉村愛          | 吉村愛   | -          | 小磯沙矢香                            | 2012年1月16日 | 第9話     |
| 2    | 男子高校生と伝統行事                                          | 吉村愛          | 吉村愛   | -          | 小磯沙矢香                            | 2012年1月16日 | 第10話    |
| 2    | 男子高校生と少年時代                                          | 吉村愛          | 吉村愛   | -          | 小磯沙矢香                            | 2012年1月16日 | 第16話    |
| 2    | 男子高校生と怪談2                                             | 吉村愛          | 吉村愛   | -          | 小磯沙矢香                            | 2012年1月16日 | 第17話    |
| 2    | お嬢様の日常                                                  | 吉村愛          | 吉村愛   | -          | 小磯沙矢香                            | 2012年1月16日 | 第1巻巻末 |
| 3    | 男子高校生と夏計画                                            | 高橋順          | 高田淳   | -          | 天崎まなむ                            | 2012年1月23日 | 第11話    |
| 3    | 男子高校生と海の家                                            | 高橋順          | 高田淳   | -          | 天崎まなむ                            | 2012年1月23日 | 第12話    |
| 3    | 男子高校生と温泉卓球                                          | 高橋順          | 高田淳   | -          | 天崎まなむ                            | 2012年1月23日 | 第13話    |
| 3    | 男子高校生とラジオDJ                                          | 高橋順          | 高田淳   | -          | 天崎まなむ                            | 2012年1月23日 | 第15話    |
| 3    | 男子高校生と夏の思い出                                        | 高橋順          | 高田淳   | -          | 天崎まなむ                            | 2012年1月23日 | 第14話    |
| 3    | 男子高校生と通学電車                                          | 高橋順          | 高田淳   | -          | 天崎まなむ                            | 2012年1月23日 | 第18話    |
| 3    | 女子高生は異常 - 彼氏と制服                                   | 高橋順          | 高田淳   | -          | 天崎まなむ                            | 2012年1月23日 |           |
| 4    | 男子高校生と立ち聞き                                          | 河村智之        | 河村智之 | -          | 鈴木幸江                              | 2012年1月30日 | 第23話    |
| 4    | 男子高校生と文化祭1                                           | 河村智之        | 河村智之 | -          | 鈴木幸江                              | 2012年1月30日 | 第19話    |
| 4    | 男子高校生と文化祭2                                           | 河村智之        | 河村智之 | -          | 鈴木幸江                              | 2012年1月30日 | 第20話    |
| 4    | 男子高校生と文化祭3                                           | 河村智之        | 河村智之 | -          | 鈴木幸江                              | 2012年1月30日 | 第21話    |
| 4    | 男子高校生と文化祭4                                           | 河村智之        | 河村智之 | -          | 鈴木幸江                              | 2012年1月30日 | 第22話    |
| 4    | 男子高校生と悩み相談                                          | 河村智之        | 河村智之 | -          | 鈴木幸江                              | 2012年1月30日 | 第25話    |
| 4    | 女子高生は異常 - 滑稽                                         | 河村智之        | 河村智之 | -          | 鈴木幸江                              | 2012年1月30日 |           |
| 5    | 男子高校生とアテレコ                                          | 吉村愛          | 吉村愛   | 倉田綾子   | 鎌田裕輔                              | 2012年2月6日  | 第28話    |
| 5    | 男子高校生と年功序列                                          | 吉村愛          | 吉村愛   | 倉田綾子   | 鎌田裕輔                              | 2012年2月6日  | 第24話    |
| 5    | 男子高校生と救世主                                            | 吉村愛          | 吉村愛   | 倉田綾子   | 鎌田裕輔                              | 2012年2月6日  | 第26話    |
| 5    | 男子高校生と旧友                                              | 吉村愛          | 吉村愛   | 倉田綾子   | 鎌田裕輔                              | 2012年2月6日  | 第27話    |
| 5    | 男子高校生と偉人伝                                            | 吉村愛          | 吉村愛   | 倉田綾子   | 鎌田裕輔                              | 2012年2月6日  | 第29話    |
| 5    | 男子高校生と文学少女3                                         | 吉村愛          | 吉村愛   | 倉田綾子   | 鎌田裕輔                              | 2012年2月6日  | 第30話    |
| 5    | 女子高生は異常 - 怨恨                                         | 吉村愛          | 吉村愛   | 倉田綾子   | 鎌田裕輔                              | 2012年2月6日  |           |
| 6    | 男子高校生と聖なる夜                                          | 池野昭二        | 池野昭二 | -          | 野田康行                              | 2012年2月13日 | 第31話    |
| 6    | 男子高校生と新学期                                            | 池野昭二        | 池野昭二 | -          | 野田康行                              | 2012年2月13日 | 第32話    |
| 6    | 男子高校生と妹の悩み                                          | 池野昭二        | 池野昭二 | -          | 野田康行                              | 2012年2月13日 | 第33話    |
| 6    | 男子高校生とりんごちゃんの悩み                                | 池野昭二        | 池野昭二 | -          | 野田康行                              | 2012年2月13日 | 第34話    |
| 6    | 男子高校生とモトハルの悩み                                    | 池野昭二        | 池野昭二 | -          | 野田康行                              | 2012年2月13日 | 第35話    |
| 6    | 男子高校生と必殺シュート                                      | 池野昭二        | 池野昭二 | -          | 野田康行                              | 2012年2月13日 | 第36話    |
| 6    | 女子高生は異常 - 過去                                         | 池野昭二        | 池野昭二 | -          | 野田康行                              | 2012年2月13日 |           |
| 7    | 男子高校生と一発芸                                            | 高橋順          | 高橋順   | 倉田綾子   | 鈴木幸江 冨澤佳也乃                   | 2012年2月20日 | 第39話    |
| 7    | 男子高校生と室内の冒険                                        | 高橋順          | 高橋順   | 倉田綾子   | 鈴木幸江 冨澤佳也乃                   | 2012年2月20日 | 第37話    |
| 7    | 男子高校生と室内の冒険2                                       | 高橋順          | 高橋順   | 倉田綾子   | 鈴木幸江 冨澤佳也乃                   | 2012年2月20日 | 第38話    |
| 7    | 男子高校生と兄                                                | 高橋順          | 高橋順   | 倉田綾子   | 鈴木幸江 冨澤佳也乃                   | 2012年2月20日 | 第40話    |
| 7    | 男子高校生とありのままの自分                                  | 高橋順          | 高橋順   | 倉田綾子   | 鈴木幸江 冨澤佳也乃                   | 2012年2月20日 | 第41話    |
| 7    | 男子高校生と進路                                              | 高橋順          | 高橋順   | 倉田綾子   | 鈴木幸江 冨澤佳也乃                   | 2012年2月20日 | 第42話    |
| 7    | 男子高校生とミツオ君                                          | 高橋順          | 高橋順   | 倉田綾子   | 鈴木幸江 冨澤佳也乃                   | 2012年2月20日 | 第43話    |
| 7    | 男子高校生とミツオ君2                                         | 高橋順          | 高橋順   | 倉田綾子   | 鈴木幸江 冨澤佳也乃                   | 2012年2月20日 | 第44話    |
| 7    | 女子高生は異常 - 女子高生力                                   | 高橋順          | 高橋順   | 倉田綾子   | 鈴木幸江 冨澤佳也乃                   | 2012年2月20日 |           |
| 8    | 男子高校生とモトハルの姉                                      | 高橋順          | 高田淳   | -          | 天崎まなむ                            | 2012年2月27日 | 第45話    |
| 8    | 男子高校生とミツオ君の悩み                                    | 高橋順          | 高田淳   | -          | 天崎まなむ                            | 2012年2月27日 | 第46話    |
| 8    | 男子高校生とマンガ                                            | 高橋順          | 高田淳   | -          | 天崎まなむ                            | 2012年2月27日 | 第47話    |
| 8    | 男子高校生とベランダ                                          | 高橋順          | 高田淳   | -          | 天崎まなむ                            | 2012年2月27日 | 第48話    |
| 8    | 男子高校生とコンビニ                                          | 高橋順          | 高田淳   | -          | 天崎まなむ                            | 2012年2月27日 | 第49話    |
| 8    | 男子高校生と塔                                                | 高橋順          | 高田淳   | -          | 天崎まなむ                            | 2012年2月27日 | 第50話    |
| 8    | 男子高校生とケーキ                                            | 高橋順          | 高田淳   | -          | 天崎まなむ                            | 2012年2月27日 | 第51話    |
| 8    | 男子高校生と占い                                              | 高橋順          | 高田淳   | -          | 天崎まなむ                            | 2012年2月27日 | 第52話    |
| 8    | 男子高校生と100                                               | 高橋順          | 高田淳   | -          | 天崎まなむ                            | 2012年2月27日 | 第56話    |
| 8    | 女子高生は異常 - ラーメン                                     | 高橋順          | 高田淳   | -          | 天崎まなむ                            | 2012年2月27日 |           |
| 8    | 女子高生は異常 - スカート                                     | 高橋順          | 高田淳   | -          | 天崎まなむ                            | 2012年2月27日 |           |
| 9    | 男子高校生と兄と姉                                            | 河村智之        | 河村智之 | 倉田綾子   | 牧内ももこ 見嶋梨香 西島加奈 伊藤香織 | 2012年3月5日  | 第53話    |
| 9    | 男子高校生とドロップキック                                    | 河村智之        | 河村智之 | 倉田綾子   | 牧内ももこ 見嶋梨香 西島加奈 伊藤香織 | 2012年3月5日  | 第54話    |
| 9    | 男子高校生と夏の終わり                                        | 河村智之        | 河村智之 | 倉田綾子   | 牧内ももこ 見嶋梨香 西島加奈 伊藤香織 | 2012年3月5日  | 第55話    |
| 9    | 男子高校生とメガネ                                            | 河村智之        | 河村智之 | 倉田綾子   | 牧内ももこ 見嶋梨香 西島加奈 伊藤香織 | 2012年3月5日  | 第57話    |
| 9    | 男子高校生と生徒会の日常                                      | 河村智之        | 河村智之 | 倉田綾子   | 牧内ももこ 見嶋梨香 西島加奈 伊藤香織 | 2012年3月5日  | 第58話    |
| 9    | 男子高校生とパンツ                                            | 河村智之        | 河村智之 | 倉田綾子   | 牧内ももこ 見嶋梨香 西島加奈 伊藤香織 | 2012年3月5日  | 第59話    |
| 9    | 男子高校生と配線                                              | 河村智之        | 河村智之 | 倉田綾子   | 牧内ももこ 見嶋梨香 西島加奈 伊藤香織 | 2012年3月5日  | 第60話    |
| 9    | 女子高生は異常 - アークデーモン                               | 河村智之        | 河村智之 | 倉田綾子   | 牧内ももこ 見嶋梨香 西島加奈 伊藤香織 | 2012年3月5日  |           |
| 10   | 男子高校生と限界                                              | 池野昭二        | 池野昭二 | -          | 鎌田祐輔 廣瀬智仁 河野悦隆            | 2012年3月12日 | 第61話    |
| 10   | 男子高校生と結果                                              | 池野昭二        | 池野昭二 | -          | 鎌田祐輔 廣瀬智仁 河野悦隆            | 2012年3月12日 | 第62話    |
| 10   | 男子高校生と冬                                                | 池野昭二        | 池野昭二 | -          | 鎌田祐輔 廣瀬智仁 河野悦隆            | 2012年3月12日 | 第63話    |
| 10   | 男子高校生と走る                                              | 池野昭二        | 池野昭二 | -          | 鎌田祐輔 廣瀬智仁 河野悦隆            | 2012年3月12日 | 第64話    |
| 10   | 男子高校生と雑煮                                              | 池野昭二        | 池野昭二 | -          | 鎌田祐輔 廣瀬智仁 河野悦隆            | 2012年3月12日 | 第65話    |
| 10   | 男子高校生と地面                                              | 池野昭二        | 池野昭二 | -          | 鎌田祐輔 廣瀬智仁 河野悦隆            | 2012年3月12日 | 第66話    |
| 10   | 男子高校生と自転車                                            | 池野昭二        | 池野昭二 | -          | 鎌田祐輔 廣瀬智仁 河野悦隆            | 2012年3月12日 | 第67話    |
| 10   | 男子高校生と料理                                              | 池野昭二        | 池野昭二 | -          | 鎌田祐輔 廣瀬智仁 河野悦隆            | 2012年3月12日 | 第69話    |
| 10   | 男子高校生と学校                                              | 池野昭二        | 池野昭二 | -          | 鎌田祐輔 廣瀬智仁 河野悦隆            | 2012年3月12日 | 第68話    |
| 10   | 女子高生は異常 - 傷痕をつけた女達                             | 池野昭二        | 池野昭二 | -          | 鎌田祐輔 廣瀬智仁 河野悦隆            | 2012年3月12日 |           |
| 11   | 男子高校生と父                                                | 高橋順          | 高橋順   | 倉田綾子   | 鈴木幸江                              | 2012年3月19日 | 第70話    |
| 11   | 男子高校生と文学少女4                                         | 高橋順          | 高橋順   | 倉田綾子   | 鈴木幸江                              | 2012年3月19日 | 第71話    |
| 11   | 男子高校生と闘争                                              | 高橋順          | 高橋順   | 倉田綾子   | 鈴木幸江                              | 2012年3月19日 | 第72話    |
| 11   | 男子高校生と缶ケリ                                            | 高橋順          | 高橋順   | 倉田綾子   | 鈴木幸江                              | 2012年3月19日 | 第73話    |
| 11   | 男子高校生と雑談                                              | 高橋順          | 高橋順   | 倉田綾子   | 鈴木幸江                              | 2012年3月19日 | 第74話    |
| 11   | 男子高校生とラブレター                                        | 高橋順          | 高橋順   | 倉田綾子   | 鈴木幸江                              | 2012年3月19日 | 第75話    |
| 11   | 男子高校生と間合い                                            | 高橋順          | 高橋順   | 倉田綾子   | 鈴木幸江                              | 2012年3月19日 | 第76話    |
| 11   | 男子高校生とイラ                                              | 高橋順          | 高橋順   | 倉田綾子   | 鈴木幸江                              | 2012年3月19日 | 第81話    |
| 11   | 女子高生は異常 - 闘争                                         | 高橋順          | 高橋順   | 倉田綾子   | 鈴木幸江                              | 2012年3月19日 |           |
| 12   | 女子高生は異常 - 悪魔                                         | 吉村愛 高松信司 | 吉村愛   | -          | 倉田綾子 湯本佳典                     | 2012年3月26日 |           |
| 12   | 男子高校生と嘘                                                | 吉村愛 高松信司 | 吉村愛   | -          | 倉田綾子 湯本佳典                     | 2012年3月26日 | 第83話    |
| 12   | 男子高校生とUFO                                               | 吉村愛 高松信司 | 吉村愛   | -          | 倉田綾子 湯本佳典                     | 2012年3月26日 | 第84話    |
| 12   | 男子高校生と店員                                              | 吉村愛 高松信司 | 吉村愛   | -          | 倉田綾子 湯本佳典                     | 2012年3月26日 | 第85話    |
| 12   | 男子高校生と積極性                                            | 吉村愛 高松信司 | 吉村愛   | -          | 倉田綾子 湯本佳典                     | 2012年3月26日 |           |
| 12   | 男子高校生と絡まれ                                            | 吉村愛 高松信司 | 吉村愛   | -          | 倉田綾子 湯本佳典                     | 2012年3月26日 |           |
| 12   | 男子高校生とフランクフルト                                    | 吉村愛 高松信司 | 吉村愛   | -          | 倉田綾子 湯本佳典                     | 2012年3月26日 | 第86話    |
| 12   | 男子高校生と…                                                 | 吉村愛 高松信司 | 吉村愛   | -          | 倉田綾子 湯本佳典                     | 2012年3月26日 |           |
| 12   | 映画女子高生は異常 アークデーモンVSシルバーデビル - 祝♥卒業!! | 吉村愛 高松信司 | 吉村愛   | -          | 倉田綾子 湯本佳典                     | 2012年3月26日 |           |

通常特典
- 男子高校生と理想（1巻特典映像）
- 男子高校生と孤独（2巻特典映像）
- 男子高校生とチャック（3巻特典映像）
- 男子高校生とひっかけ（4巻特典映像）
- 男子高校生としゃっくり（5巻特典映像）
- 男子高校生と気遣い（6巻特典映像）

男子高校生の見せられない日常

### 放送局
Web先行配信版各話の配信期間は、公開から2週間。
Web先行配信版
| 配信サイト             | 配信期間                 | 配信日時        |
| ---------------------- | ------------------------ | --------------- |
| ニコニコチャンネル     | 2011年11月3日 - 12月22日 | 木曜 12:00 更新 |
| バンダイチャンネル     | 2011年11月4日 - 12月23日 | 金曜 12:00 更新 |
| テレビアニメ公式サイト | 2011年11月4日 - 12月23日 | 金曜 12:00 更新 |

本放送版
| 放送地域   | 放送局             | 放送期間                       | 放送日時           | 放送系列       | 備考                            |
| ---------- | ------------------ | ------------------------------ | ------------------ | -------------- | ------------------------------- |
| 関東広域圏 | テレビ東京         | 2012年1月9日 - 3月26日         | 月曜 26:00 - 26:30 | テレビ東京系列 |                                 |
| 日本全域   | AT-X               | 2012年1月10日 - 3月27日        | 火曜 10:30 - 11:00 | CS放送         | リピート放送あり                |
| 日本全域   | ニコニコ生放送     | 2012年1月10日 - 3月27日        | 火曜 24:00 - 24:30 | ネット配信     |                                 |
| 日本全域   | バンダイチャンネル | 2012年1月10日 - 3月27日        | 火曜 24:00 更新    | ネット配信     |                                 |
| 愛知県     | テレビ愛知         | 2012年1月12日 - 3月29日        | 木曜 27:00 - 27:30 | テレビ東京系列 |                                 |
| 大阪府     | テレビ大阪         | 2012年1月13日 - 4月6日         | 金曜 27:10 - 27:40 | テレビ東京系列 |                                 |
| 日本全域   | キッズステーション | 2014年11月24日 - 2015年2月16日 | 月曜 23:00 - 23:30 | CS放送         | 『エリア23』枠 リピート放送あり |

| テレビ東京 月曜26:00枠 | テレビ東京 月曜26:00枠 | テレビ東京 月曜26:00枠 |
| 前番組                 | 番組名                 | 次番組                 |
| ---------------------- | ---------------------- | ---------------------- |
| 侵略!?イカ娘           | 男子高校生の日常       | 這いよれ! ニャル子さん |

## WEBラジオ
- タイトル - 男子高校生の日常会話
- パーソナリティ（1-15日目） - 入野自由、杉田智和、いとこのカズアキ
- パーソナリティ（16日目） - ゆかな、小林ゆう、斎藤千和
- 配信サイト - アニメイトTV、バンダイチャンネル[注釈 10]、ニコニコチャンネル[注釈 10]
- 更新日時 - 毎週金曜日
- 配信期間 - 2011年12月9日 - 2012年3月30日

ゲスト
- 鈴村健一（3日目、4日目、12日目）
- 安元洋貴（5日目、6日目）
- 浪川大輔（7日目、8日目）
- 日笠陽子（14日目）
- 岡本信彦（15日目）

## 映画
2013年10月12日より、シネ・リーブル池袋ほかにて公開。主演は菅田将暉。
キャッチコピーは『高校生よ、最強（バカ）であれ』。

### キャスト
- タダクニ - 菅田将暉
- ヨシタケ - 野村周平
- ヒデノリ - 吉沢亮
- りんごちゃん - 岡本杏理
- ヤナギン - 山本美月
- 唐沢 - 太賀
- 副会長 - 角田晃広（東京03）
- ミツオ君 - 東迎昂史郎
- 細野 - 栗原類
- 美果 - 上間美緒
- 生島 - 三浦透子
- 羽原 - 山谷花純
- 文学少女 - 白鳥久美子（たんぽぽ）
- 佐竹 - 志村玲那
- 古野 - 根岸美優
- タダクニの妹 - 高月彩良（bump.y）
- コンビニ店員 - 小池唯
- コンビニ店員の彼氏 - 奥野瑛太
- 村松先生 - 佐藤二朗

### スタッフ（映画）
- 原作 - 山内泰延（ガンガンコミックスONLINE / スクウェア・エニックス刊）
- 監督 - 松居大悟
- 脚本 - 小峯裕之、松居大悟
- 撮影 - 塩谷大樹
- 照明 - 蒔苗友一郎
- 録音 - 反町憲人
- 美術 - 湊博之
- 編集 - 相良直一郎
- 衣装 - 西留由起子
- ヘアメイク - 酒井夢月
- 助監督 - 平林克理、岩坪梨絵
- 音楽プロデューサー - 浅田秀之
- 音楽 - 森優太、マイコンスタジオ
- 整音 - 久連石由文
- 音響効果 - 松浦大樹（アルカブース）
- 宣伝プロデューサー - 廿楽未果
- スチール - 土屋久美子
- メイキング - 斎藤正利
- 技術協力 - 小輝日文、東映ラボ・テック、東映デジタルラボ、東映デジタルセンター
- ロケ協力 - フィルムコミッション富士、ハリプロ映像協会、横浜フィルムコミッション　ほか
- 企画 - 松本整、宇田川寧
- プロデューサー - 大畑利久、若林雄介
- 共同プロデューサー - 小林智浩
- ラインプロデューサー - 大熊俊之
- ポストプロダクションプロデューサー - 篠田学
- 企画協力 - スクウェア・エニックス
  - 原作責任者 - 田口浩司
- 製作者 - 百武弘二、水口昌彦、浅田秀之、宮路敬久、鈴木竜馬、福島更一郎、佐竹一美
- 製作プロダクション - ダブ
- 配給 - ショウゲート
- 製作 - 映画『男子高校生の日常』製作委員会（ショウゲート、ポニーキャニオン、アミュージックパーティー、日本出版販売、unBORDE（ワーナーミュージック・ジャパン）、メ〜テレ、ダブ）

### 主題歌（映画）
「マジ感謝」
作詞・作曲 - 川副克弥 / 編曲 - Kon-K・川副克弥 / 歌 - チームしゃちほこ

### 受賞
第6回TAMA映画賞 
- 最優秀新進男優賞 - 菅田将暉（『そこのみにて光輝く』、『陽だまりの彼女』、『闇金ウシジマくん Part2』と共に受賞）
- 最優秀新進男優賞 - 太賀（『ほとりの朔子』、『人狼ゲーム』、『MONSTERZ モンスターズ』、『私の男』、『スイートプールサイド』と共に受賞）